# Coneheads
Coneheads (bra: Cônicos & Cômicos, ou Cônicos e Cômicos; prt: Os Cabeças de Cone) é um filme estadunidense de 1993, dos gêneros comédia e ficção científica, dirigido por Steve Barron.

## Elenco
- Dan Aykroyd - Beldar Conehead / Donald R. DeCicco
- Jane Curtin - Prymaat Conehead / Mary Margaret Rowney
- Michael Richards - Atendente do Motel
- Eddie Griffin - Cliente
- Sinbad - Otto
- Phil Hartman - Marlax
- Adam Sandler - Carmine Weiner
- David Spade - Eli Turnbull, agente do INS
- Michael McKean - Gorman Seedling, agente do INS
- Mitchell Bobrow - Garthok Combatant
- Chris Farley - Ronnie Bradford, o mecânico
- Jason Alexander - Larry Farber
- Lisa Jane Persky - Lisa Farber
- Michelle Burke - Connie Conehead
- Drew Carey - Passageiro do táxi
- Kevin Nealon - Senador
- Jan Hooks - Gladys Johnson
- Parker Posey - Stephanie
- Joey Lauren Adams - Christina
- Julia Sweeney - Diretora
- Ellen DeGeneres - treinadora
- Tim Meadows - Cone atleta
- Jonathan Penner - Capitão do tráfego aéreo
- Whip Hubley - Piloto do F-16

## Sinopse
Beldar Conehead é um guerreiro alienígena de uma espécie com cabeça de cone que deseja invadir a Terra, mas sofre um acidente e passa a viver com sua companheira Prymaat como imigrantes ilegais, perseguidos por agentes do governo, até serem resgatados. Eles têm uma filha e quando a menina se torna adolescente e namora Ronnie, os alienígenas aparecem para buscar Beldar e a família e iniciar a invasão. 